# Saint-Sériès
Saint-Sériès este o comună în departamentul Hérault din sudul Franței. În 2009 avea o populație de 907 de locuitori.

## Evoluția populației
| An        | 1975 | 1982 | 1990 | 1999 | 2006 | 2009 |
| --------- | ---- | ---- | ---- | ---- | ---- | ---- |
| Populație | 224  | 358  | 448  | 583  | 822  | 907  |